# Centre virtuel de la connaissance sur l'Europe

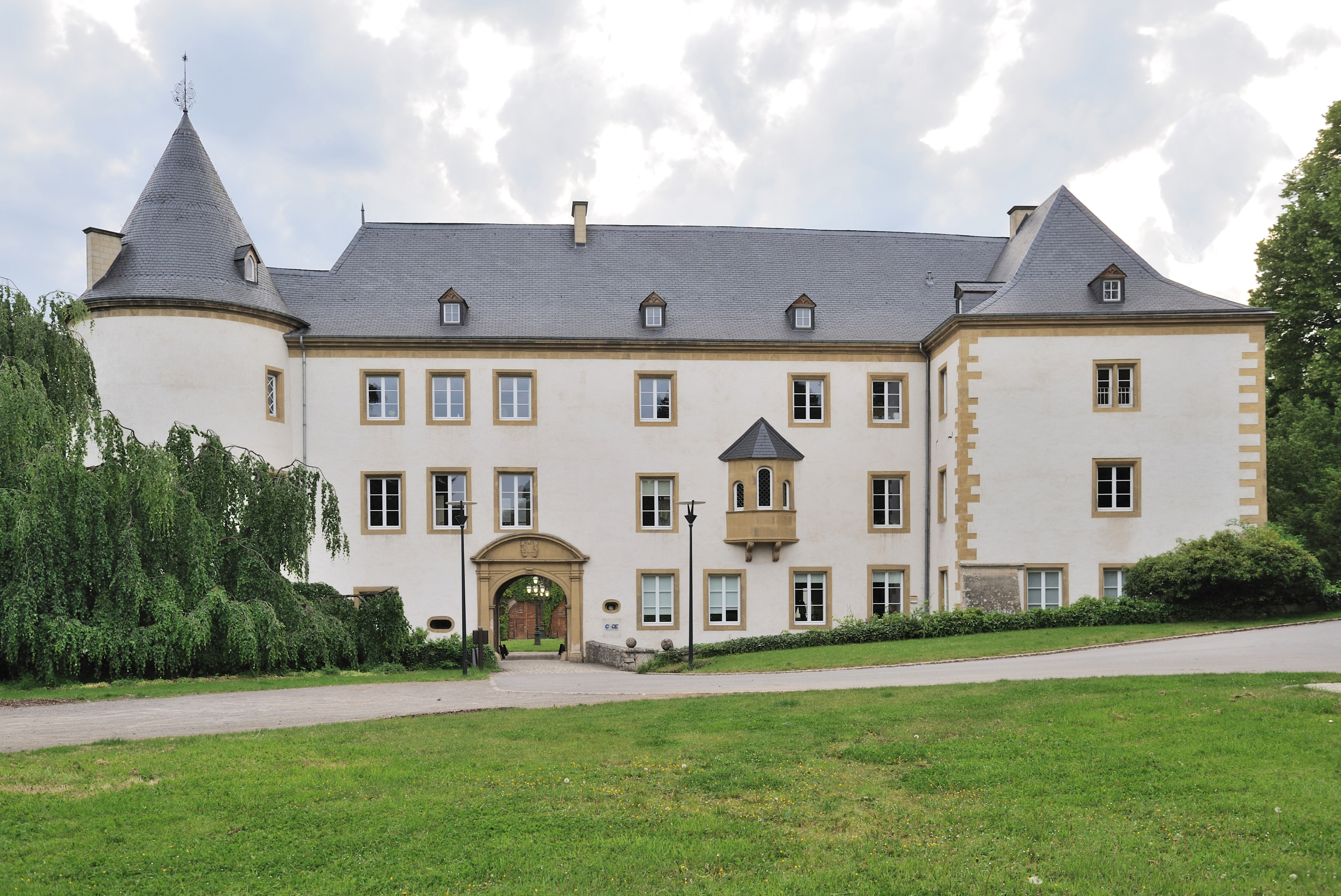
Il castello di Sanem, nel Granducato di Lussemburgo, sede del CVCE.

Il Centre virtuel de la connaissance sur l'Europe (in italiano Centro virtuale per la conoscenza dell'Europa), conosciuto anche con la sigla CVCE, è un centro di ricerca e di documentazione interdisciplinare sul processo di integrazione europea. È ospitato nel castello di Sanem, nel Lussemburgo.
Lo scopo principale del CVCE è quello di raccogliere documenti sotto forma di libreria digitale sulle tematiche di integrazione europea sviluppatesi dopo la seconda guerra mondiale. Il suo progetto centrale è stato il European NAvigator (ENA), la prima biblioteca digitale sulla storia dell'integrazione europea dal 1945 ad oggi.

## Statuto
Il CVCE è un'istituzione pubblica lussemburghese, creata con la Legge del 7 agosto 2002. In quanto tale, l'istituto di ricerca è caratterizzato da un'entità giuridica propria e gode di autonomia amministrativa e finanziaria. Inoltre, in aggiunta ai finanziamenti dei programmi nazionali ed europei, il centro si sostenta con donazioni private.
Già dalla fondazione, Marianne Backes ha ricoperto il ruolo di direttrice del CVCE. Il Centro è amministrato da un Consiglio di Governanti, assistito a sua volta da un Comitato di Esperti, composto da esponenti degli ambienti accademici relativi agli ambiti di studio del CVCE.

## Ricerche

### Studi europei
Il processo di integrazione europea è il principale ambito di ricerca del European Integration Studies (EIS). GLi studi dell'EIS sono concentrate in quattro aree principali:
- organizzazioni europee;
- gli Stati europei e il processo di integrazione europea;
- le figure chiave europee;
- le idee, i valori e le identità.

Tra i principali progetti del CVCE alcuni si sono distinti per importanza:
- "Pierre Werner e l'Europa": il progetto è dedicato al lavoro e al pensiero europeisti di Pierre Werner che, tramite il piano Werner, hanno condotto alla creazione dell'attuale Unione economica e monetaria.
- "La Spagna e il processo di integrazione europea".
- "Il trattato di Lisbona".
- "La storia orale dell'integrazione europea".
- "Initiative and Constraint in the Mapping of Evolving European Borders" (ICMEEB).

### Digital Humanities Lab
Il Laboratorio di Informatica umanistica si propone di integrare, conservare, indicizzare, organizzare e arricchire dati e documenti relativi all'integrazione europea.